# Доисторическая Сицилия
Доисторическая эпоха Сицилии началась с появления на острове первых людей и закончилась с появлением на острове письменных памятников в связи с колонизацией его древними греками. Включает в себя также археологию соседних Липарских островов и острова Пантеллерия, где развитие местных культур происходило синхронно с Сицилией. Примечательно, что в эпоху неолита и бронзового века развитие Сицилии было также синхронным развитию доисторической Мальты, поскольку на обоих островах представлены идентичные археологические культуры.

## Появление человека и присутствие животных

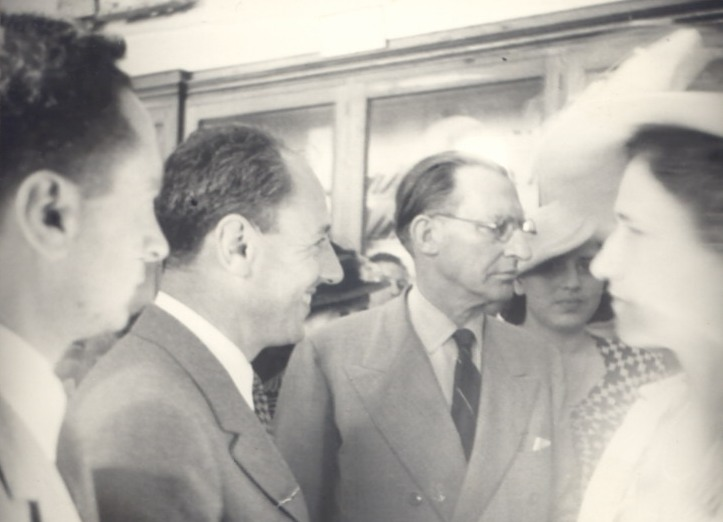
Слева направо: Джентили, Джино Виничио и Луиджи Бернабо Бреа, два крупнейших археолога Сицилии, сопровождают премьер-министра Альчиде Де Гаспери и его супругу по Сиракузский археологический музей

Вплоть до конца 1960-х гг. считалось, что наиболее раннее присутствие человека в Сицилии относится к эпиграветтской культуре верхнего палеолита (около 30 000 лет назад, после последнего ледникового максимума и около 20 000 лет назад).
Под останками каменных орудий в многочисленных пещерах по всей территории Сицилии были обнаружены красноватые осадки («красные земли»), представляющие богатую фауну, ныне исчезнувшую. В то время на острове ещё существовали карликовые слоны (Elephas mnaidrensis, Elephas melitensis и Elephas falconeri), а также гиена, гиппопотам и соня, в частности, Leithia melitensis. Эти виды были типичными именно для данного острова, по-видимому, уже в ту пору изолированного от материка вследствие Рисского оледенения. В частности, датировка данных ископаемых останков (посредством рацемизации аминокислот) показала, что Elephas falconeri из пещеры Спинагалло датируется около 550 тыс. лет назад, а останки Elephas mnaidrensis из пещеры Пунтали — 180 тыс. лет назад.
Ввиду отсутствия стратиграфической корреляции между присутствием человека и местной уникальной доисторической фауной предполагается, что человек прибыл на остров лишь в позднем плейстоцене. Этот взгляд, однако, поколебался после нескольких открытий, совершённых Джерландо Бьянкини (Gerlando Bianchini), в 1960-е гг. управляющим банком Agrigento, который, увлечённый идеями палеоэтнологии, исследовал ряд артефактов в долине реки Платани. Эти открытия были встречены со значительным скептицизмом научным сообществом, в частности, в связи с гипотезой о том, что Сицилия была мостом для австралопитека на его пути из Африки в Европу. Вопрос о появлении первых людей (или гоминид в целом) на Сицилии связан с возможностью существования в прошлом геологического моста между Сицилией и Африкой (при этом можно сказать с уверенностью, что Мессинский пролив образовался в результате Рисского оледенения), однако даже по этому поводу учёные не пришли к единому мнению. Глубина моря между Сицилией и мысом Бон сохранялась на уровне 200 м, однако в центральной части есть отмель шириной в несколько километров, и вопрос о том, была ли эта отмель сушей в ледниковый период, остаётся открытым.
Примерно в 40 местах Бьянкини обнаружил каменные изделия, которые на основании типологического сходства были отнесены к изделиям нижнего палеолита. Происхождение двусторонних каменных орудий (бифасов), которые обнаружил Бьянкини, остаётся неизвестным, поскольку они были обнаружены во вторичном слое, который образовался в ходе природной эрозии, или тектонического сдвига, или даже мог быть занесён римлянами вместе с известью, которую они использовали для сооружения жилищ в Гераклее Минойской.
Если реконструкция Бьянкини окажется верной, то доисторический период Сицилии увеличится на миллион лет. Остаётся сомнительным, однако, наличие каменной индустрии после открытия Мессинского пролива. Даже если будет доказано, что присутствие гоминид на Сицилии восходит ко временам ранее верхнего палеолита, всё равно остаётся неясным хронологический контекст.
Отсутствие контекстуальных связей с фауной верхнего плейстоцена могло бы служить указанием на появление человека на острове около 300 000 лет назад, как если бы он нашёл себе место только в результате исчезновения фауны, характерным представителем которой был Elephas falconeri. В случае такого допущения, однако, осталось бы неясным, почему в последующей фауне, характерным представителем которой был Elephas mnaidrensis, отсутствуют следы человека, по крайней мере вплоть до появления эпиграветтской индустрии верхнего палеолита.
Если же следовать эпиграветтской гипотезе (интерпретируя артефакты, которые обнаружил Бьянкини, а также более поздние артефакты, получившие название «кампинийская культура» (по названию местности Campigny в Нормандии, где был выделен автономный археологический горизонт со времён неолита и до II тыс. до н. э.), то появление человека на острове совпадает с феноменом миниатюризации каменных изделий, что обычно сопровождалось развитием технологии изготовления деревянных или костяных орудий.
Как правило, при отсутствии прямой последовательности археологических слоёв их хронология выстраивается на основании гипотезы о прогрессивной миниатюризации каменных орудий. В ряде случаев имеются последовательности слоёв, выбивающиеся из рамок этой гипотезы, как, например, пещера Сан-Теодоро (в Акведольчи, провинция Мессина): здесь некоторые уровни с микролитами оказываются более древними, чем уровни со снижением содержания микролитов, что предполагает возможность технологического регресса. В целом, без сомнения, микролитизм на Сицилии является характерным для эпохи мезолита.
Упомянутые эпиграветтские охотники Сицилии не могли встретиться ни с различными видами карликовых слонов, ни Hippopotamus pentlandi (известного по пещере Сан-Теодоро, который датируется рацемическим способом около 190 000 лет назад). Единственным крупным млекопитающим прежних времён, которое дожило до появления людей, был ныне вымерший европейский осёл (Equus hydruntinus). Помимо него, дичью для людей были дикий кабан, лисица, дикая коза и олень.

## Каменный век

### Верхний палеолит
Верхний палеолит возник и развивался на Сицилии с некоторым отставанием по сравнению с Апеннинским полуостровом: типичные постмустьерские индустрии представлены только на относительно поздних этапах этого периода.
Самые важные археологические свидетельства, по крайней мере с точки зрения их количества, происходят из пещер северо-западного и юго-восточного побережья острова. Возможно, это отчасти обусловлено близостью этих мест раскопок к известным культурным центрам — таким, как Палермо, Катания, Сиракузы, — где в начале XX века среди высших классов возник интерес к доисторическому периоду острова. Археологи, проводившие эти раскопки, недооценили другие регионы острова.
Статистические исследования Жоржа Лапласа позволили прийти к выводу о том, что происхождение верхнего палеолита на Сицилии следует локализовать во времени начала развитой ориньякской индустрии (как, например, стоянка Фонтана-Нуова близ Марина-ди-Рагуза, которая датируется около 30000 лет назад). С его мнением согласен другой известный сицилийский археолог, Луиджи Бернабо Бреа. В Фонтана-Нуова каменные изделия напоминают более поздние изделия эпиграветтской культуры. Ударная поверхность ряда орудий позволяет судить об определённой архаичности их технологии, восходящей ещё к мустьерской культуре.
Важным отличием в том, что касается типологии, характерной для ориньяка, является отсутствие костяных наконечников с расщеплённым основанием, возможно, по той причине, что эти орудия больше не использовались (одна из причин, по которой Лаплас поддерживает позднюю датировку комплекса). Единственной находкой является небольшой цилиндр из известняка, эллиптического сечения с несколькими параллельными насечками, которые, вероятно, указывают на количество убитых животных.

#### Эпиграветтский горизонт

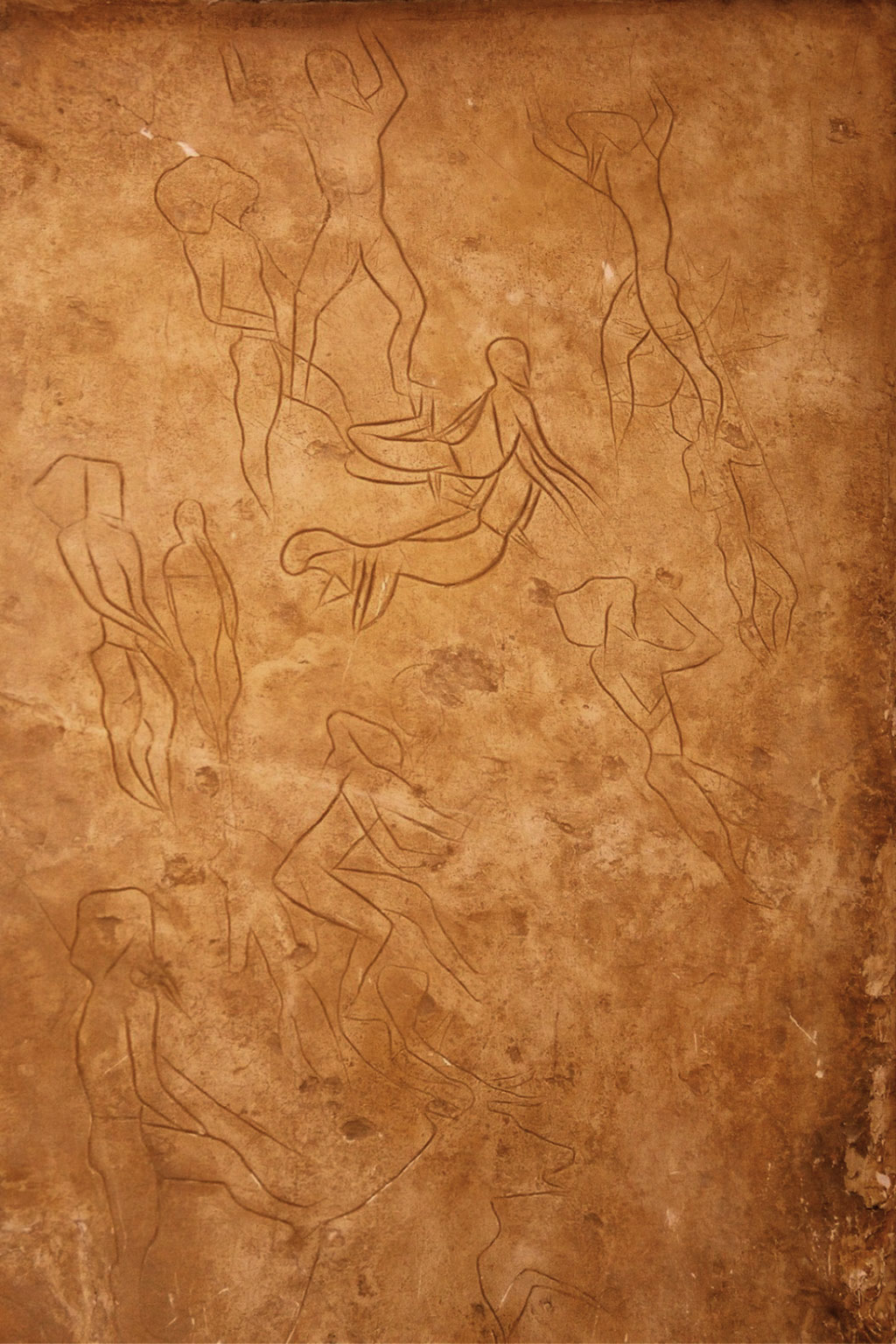
Высеченные изображения на стене пещеры Аддаура. Копия в Палермском археологическом музее

Комплекс Фонтана-Нуова был интерпретирован в свете данных раскопок, проведенных достаточно давно, по причине чего его хронология весьма размыта. Значительная часть каменных изделий, обнаруженных при сицилийских раскопках, выглядят достаточно продвинутыми для верхнего палеолита, и должны быть связаны с мигрантами с Апеннинского полуострова.
В дополнение к наземной микрофауне, добычей человека были моллюски, которых он собирал не только на побережье, но и вдали от моря (Patella ferruginea,Patella cerulaea, Trochus). Хотя во времена мезолита основу рациона составляла охота, всё же предполагается, что в этот период возросли сбор моллюсков и рыбная ловля.
Группы людей эпиграветтской эпохи жили в пещерах. Их группы были достаточно стабильными — даже несмотря на отсутствие развитых технологий эксплуатации ресурсов, они жили в местах, богатых дичью, что позволяло поддерживать высокую для того времени численность населения. Оседлая деятельность, такая, как приготовление пищи, обработка кожи, дерева, кости и камня, возможно, также религиозные культы и погребения, происходили внутри пещер. Находки, связанные с этим периодом, также сконцентрированы в пещерах, однако только в одном месте, в заливе Кастелламмаре, обнаружена мастерская по обработке кремня.
Что касается небольших островов, окружавших Сицилию, то эпиграветтская культура добралась на них до Фавиньяна и Леванцо, в то время как прочие остались незаселёнными.
Лаплас предложил схему из трёх археологических горизонтов (facies):
- древний эпиграветт, представленный комплексом, раскопанным в начале XX века в нелокализованной зоне близ Каникаттини-Баньи, а также ряда раскопок в окрестностях Сиракуз и в пещере Нишеми, близ Палермо. В последней на стенах представлены высеченные зооморфные изображения;
- развитый эпиграветт, представленный пещерой Кала-ди-Дженовези[итал.] на острове Леванцо и на внутренней части острова в убежище Сан-Коррадо близ Сиракуз;
- финальный эпиграветт, представленный пещерой Сан-Теодоро, пещерой Корруджи (близ Пакино), пещерой Манджипане и убежищем Кастелло в Термини-Имерезе.

У позднего эпиграветтского индивида San Teodoro 2 из пещеры Сан-Теодоро определили митохондриальную гаплогруппу U2'3'4'7'8'9. Геномный и протеомный анализ двух особей из пещеры Сан-Теодоро (San Teodoro 3 и San Teodoro 5), живших после последнего ледникового максимума (LGM) 15 322—14 432 л. н., показывают генетическую однородность на Сицилии в эпоху палеолита, представляющую доселе неизвестную итальянскую генетическую линию в пределах ранее идентифицированного кластера Виллабруна. У обоих индивидов определена митохондриальная гаплогруппа U5b2b. У образца San Teodoro 3 определена Y-хромосомная гаплогруппа I2a2 (ISOGG, version 10.107). Анализ зубного камня показал, что их диета богата животными белками.

#### Наскальные изображения из Кала-дей-Дженовези и Аддауры
Датировка наскальных изображений на Сицилии сталкивается с затруднениями, поскольку, за редкими исключениями, они обнаружены в отрыве от археологического контекста. В большинстве случаев археологам при датировке приходится опираться лишь на патину, которая покрывает изображения (однако она в большинстве случаев способна скорее подтвердить архаизм, чем указать на точную дату) или на содержание изображений.
Наиболее важными примерами изображений на Сицилии являются рисунки на стене пещеры Кала-дей-Дженовези и пещеры Аддаура. Пещера Дженовези (Черви) находится примерно в получасе ходьбы пешком на северо-запад от единственной расположенной на о. Леванцо деревни. Этот островок был когда-то соединён с Сицилией. Об этой длительной связи свидетельствует изобилие изображений на стенах пещеры: 32 фигуры, из которых 29 представляли животных, размер которых колебался от 15 до 20 см. Согласно радиоуглеродному методу они датируются X тыс. до н. э.
На стенах пещеры Аддаура, в нескольких километрах от Палермо, представлены изображения как животных, так и людей. Наиболее древняя из сохранившихся групп нанесена лёгкими штрихами. Поверх этой группы нарисована другая, выполненная более глубокими насечками. Третья группа, также нанесённая глубокими насечками, состоит из небольшого числа людей, выполненных упрощёнными штрихами, что, вероятно, отражает упадок данной традиции изобразительного искусства. Вторая группа является наиболее интересной, прежде всего потому, что она изображает повседневную человеческую деятельность, что было редким для палеолитического искусства. Все эти рисунки относятся к эпохе верхнего палеолита. Возможно, что они были выполнены в то же время, что и таранная кость, которую обнаружила при раскопках (Джоле Бовио Маркони), а значит, относятся к развитому эпиграветтскому горизонту, хотя это и нельзя утверждать с определённостью.

### Мезолит
Мезолит («средний каменный век») — термин, обозначающий в археологии постплейстоценовый период развития человека, лишившегося мегафауны и вынужденного приспосабливаться к менее благоприятным условиям жизни. При мезолите появились отдельные достижения, характерные для неолита, однако человек ещё не перешёл к неолитическому образу жизни и производства, для которого были характерны преобладание земледелия и скотоводства). Мезолитический образ жизни основывался на охоте, рыбной ловле и собирательстве. В связи с исчезновением крупной фауны добыча охотников стала более скудной.
Микролитизм мезолита характеризуется сильным геометрическим акцентом. Хотя это не всегда очевидно, предполагается, что в эпоху мезолита люди из пещер стали переселяться на открытые пространства: центрами жизни людей стали водоёмы, образовавшиеся в результате таяния льда. В целом термин «мезолит» обозначает каменную индустрию, являющуюся дальнейшим развитием каменных изделий охотников и собирателей верхнего палеолита. Носители мезолитических культур адаптировали свои каменные орудия к изменившимся климатическим условиям (в центральной и северной Европе ледники уступили место большим озёрам, болотам и тундрам, которые, в свою очередь, довольно скоро сменились лесами), однако эти изменения не привели ещё пока к возникновению земледелия, как это было на Ближнем Востоке. В Италии указанная смена климата была, вне сомнения, менее чувствительной, чем в остальной Европе. Также и по этой причине оказывается непросто отделить мезолит от эпипалеолита в контексте Сицилии: только в некоторых пещерах (Корруджи, Уццо (близ Эриче) и Кала-деи-Дженовези) можно с уверенностью установить наличие этой культурной стадии.
Каменные изделия сицилийского мезолитического горизонта изготавливались почти исключительно из кремня, с многочисленными зазубринами. В общем археологическом контексте с ними встречаются также костяные наконечники и лопатки, а также украшения (например, из зубов оленя).
Классификация мезолитических находок на Сицилии ещё далека от завершения в связи с тем, что сам термин «мезолит» в археологии был введен относительно недавно, тем более в применении к археологическому контексту Италии.
Сицилийский мезолитический горизонт характеризуется также изменениями в изобразительном искусстве: от натурализма верхнепалеолитических изображений в Леванцо и Аддауре к схематизму.
Что касается погребений, то к мезолиту относят погребения в Уццо и Моларе (Конка д'Оро близ Палермо). В захоронение засыпали слой жёлтой охры, на который помещали одного или двух людей. Затем яму покрывали камнями. Ориентация тел не была определённой, погребальные дары отсутствовали, если не считать редких оленьих зубов или нескольких красиво обработанных камней. Сицилийские мезолитические погребения, таким образом, отличаются от европейских мезолитических погребений наличием лишь небольшого числа украшений (раковины с отверстиями, зубы и камни).
Митохондриальную гаплогруппу U2'3'4'7'8'9 определили у раннемезолитических особей из сицилийской пещеры Гротта-дель-Уззо (провинция Трапани).
Палеогенетиками на Сицилии выявлен значительный поток генов из Юго-Восточной Европы между ранним и поздним мезолитом.

### Неолит
Систематические раскопки, проводившиеся с 1950 года на Липари, выявили важные стратифицированные свидетельства всех культур, которые начиная с неолита (VI тыс. до н. э.) колонизировали остров. Здесь также существовал центр производства обсидиана и керамики. Достаточно важными являются руины неолитического поселения на мысу Капо-Грациано в Филикуди.
На Пантеллерии обнаружены многочисленные башни, циклопические стены и гробницы. Их строителями был народ сесиоты, предположительно относившийся к «народам моря», который превратил остров в коммерческий центр, откуда экспортировался обсидиан, пользовавшийся большим спросом для изготовления режущих орудий во всём Средиземноморье.
В Устике в конце 1970-х годов капуцинский монах по имени Семинара обнаружил торговое поселение той же эпохи, через которое происходили поставки обсидиана.
Укреплённое поселение с храмом и некрополем был обнаружено близ Энны на берегу озера Пергуза. Здесь же около 8000 года до н. э. впервые началась культивация масличного дерева.
Ранненеолитические сицилийские земледельцы генетически наиболее близки были к фермерам, которые жили на Балканах и в Греции, и несут максимум ~7% генома сицилийских мезолитических охотников-собирателей.

## Эпоха металлов

### Энеолит
Относительно недавно в регионе Маркато на окраине Вальгуарнера-Каропепе в ходе археологических раскопок было обнаружено селение, основанное около IV тыс. до н. э. В нём также был обнаружен человеческий скелет и останки керамики, датируемые поздним бронзовым веком.

### Бронзовый век
Данный раздел написан по материалам различных археологических трудов. В течение XX века археологическая датировка была существенно уточнена, поэтому более ранние авторы склоняются к «краткой» хронологии, а более поздние опираются на калиброванную «долгую» хронологию.
Между 1900 и 1800 г. до н. э. на остров вторгаются новые люди (сиканы?), которые смешиваются с автохтонным населением, известным как лестригоны. С их приходом начинается сицилийский бронзовый век. В 20 км к северу от современного г. Ното обнаружено важнейшее поселение того времени Кастеллуччо, типичное для фазы бронзового века между 1650 и 1250 гг. до н. э. По данному селению названа археологическая культура Кастеллуччо.
Исследования данной культуры позволили установить, благодаря наличию керамики эгейского типа, тесные связи с Мальтой в указанный период. На Панарее обнаружение селения Кала-Джунко с примерно 50 круглыми и овальными домами, в которых в целом могло проживать около 220 человек, является свидетельством торговли микенской культурой, что подтверждается обнаружением Тапсоса (территория современных коммун Наро, Милаццо, Филикуди, Панталика и Сиракузы).
К 2200 году до н. э. на Сицилию из Иберии попадает степной генетический компонент. В середине 2-го тысячелетия до н. э. на Сицилию попадает генетический компонент иранских земледельцев. После бронзового века на Сицилии произошла масштабная смена популяций.

#### Вторжения
Как сообщает Диодор Сицилийский, около XIV—XIII вв. до н. э. на Эолийские острова напали и заселили авзоны под предводительством Липара (по имени которого назван крупнейший остров архипелага, Липари). Археологические раскопки подтверждают тот факт, что начиная с 1270 г. до н. э. в поселениях Эолийских островов наблюдаются следы внезапных нападений и разрушений. После этого жизнь возобновляется в зоне современного Липарского замка, однако теперь образ жизни, орудия, посуда и типы поселений уже иные, чем раньше, и во многом схожие с тем, что археологи находят в континентальной Италии.
Примерно в середине XIII в. до н. э. (устаревшая датировка?) на остров прибыли сиканы, которые, согласно Фукидиду, происходили с Иберского полуострова, откуда их изгнали лигуры (предание о сиканах напоминает аналогичную историю миграции баларов на Сардинию). Сиканы разгромили местных автохтонов гигантской расы, которых Фукидид называл «циклопы» и «лестригоны». Сиканы обосновались главным образом в центральной и юго-западной зоне Сицилии. Следами пребывания сиканов являются камерные гробницы некрополя Кальтабеллотта, находки тёмной керамики с тиснёным орнаментом и знаками древнего культа Матери земли в долине реки Платани в окрестностях древнего города Камика, столицы сиканов. Вторгшиеся на остров вскоре после этого элимцы, основавшие города Сегеста и Эриче, вытеснили сиканов вглубь острова.
В конце бронзового века микенцы, в результате политико-экономического кризиса, сходят со средиземноморской сцены. Вместо них с севера приходят другие народы. Гелланик Митиленский сообщает о приходе сикулов и авзонов, спасавшихся от нашествия энотров около 1260 г. до н. э. В частности, среди вторженцев были сикулы, народ латино-фалискской языковой подгруппы, привёз с собой на остров использование лошади и культ предков.

### Железный век
Железный век на Сицилии начинается около 1200—1100 гг. до н. э. Предметы этого периода найдены в Барчеллона-Поццо-ди-Готто, Монте-Финоккито, Сант’Анджело-Муксаро. В период XIII—VIII веков до н. э., до прибытия на остров греков, остров был разделён между несколькими народами: сиканы (неиндоевропейский народ), элимцы (по-видимому, инодевропейские вторженцы), сикулы (народ, близкий по языку италийским народам). Между XI и X веками до н. э. на остров проникают финикийцы, которые основали Солунт, Мотию, Палермо и Лилибей.

### Греческие свидетельства об аборигенах
В VII в. до н. э. на Сицилии поселились греки. Хотя к тому времени у них уже был алфавит на основе финикийского, они ещё не имели привычки вести хроники событий. Фукидид указывает, что греческие колонисты столкнулись на восточном побережье с сикулами, а на западном — с сиканами. Свидетельство Фукидида является наиболее древним источником по истории острова; Фукидид ссылается на трактат Антиоха Сиракузского «История Сицилии», написанный в 424 г. до н. э. Источник Фукидида, однако, в значительной степени ненадёжен: со времён Гомера и Гесиода Сицилия считалась мифическим и неисследованным местом на дальнем западе, которое населяли чудовища, и Фукидид вслед за Антиохом, жившим полтысячелетия спустя, также повторяет их рассказы о циклопах и лестригонах.